# Dinastia Tudor

Roza dinastiei Tudor: o combinație între Roza Roșie a Casei de Lancaster și Roza Albă a Casei de York

Dinastia Tudor (1485 — 1603) este o dinastie engleză întemeiată de Henric al VII-lea, devenit rege în urma bătăliei de la Bosworth, când l-a înlocuit 
pe Richard al III-lea, ultimul reprezentant al dinastiei York în Războiul celor Două Roze . Henric al VII-lea a domnit între 1485 și 1509 și a fost urmat de Henric al VIII-lea (rege între 1509 și 1547), Eduard al VI-lea (1547-1553), Maria (1553-1558), Elisabeta I (1558-1603). Elisabeta a murit fără urmași, tronul Angliei fiind preluat de nepotul acesteia, Iacob al VI-lea al Scoției, fiul dușmancei sale pe care o decapitase, Maria Stuart. Iacob a devenit astfel rege al Angliei (primul din dinastia Stuart), sub numele de Iacob I al Angliei.

## Ascensiunea la tron
Casa Tudor este descendentă pe linia mamei lui Henric al VII-lea al Angliei, din John Beaufort, primul Conte de Somerset, unul dintre copiii nelegitimi ai Prințului John de Gaunt, primul Duce de Lancaster (al treilea fiu supraviețuitor al lui Eduard al III-lea al Angliei), conceput cu amanta sa, Katerina Swynford. Descendenții unui copil nelegitim regal englez nu ar putea avea în mod normal nici o pretenție la tron, însă situația s-a complicat atunci când Gaunt și Swynford s-au căsătorit în cele din urmă în 1399, când John Beaufort avea 25 de ani. Biserica l-a declarat retroactiv pe Beaufort legitim, printr-o bulă papală din același an, confirmată printr-un Act al Parlamentului din 1397. O proclamație ulterioară a fiului legitim al lui John de Gaunt, Henric al IV-lea al Angliei, a recunoscut, de asemenea, legitimitatea descendenților lui Beaufort, însă i-a declarat neeligibili să moștenească tronul vreodată. Cu toate acestea, familia Beaufort a rămas aliată cu urmașii legitimi ai lui Gaunt din prima sa căsătorie, din Casa de Lancaster.
La 1 noiembrie 1455, nepoata lui John Beaufort, Margareta Beaufort, Contesă de Richmond și Derby, s-a căsătorit cu fratele vitreg al regelui Henric al VI-lea al Angliei, Edmund Tudor, primul Conte de Richmond. Tatăl acestuia, Owen Tudor, a fost cel care a abandonat practicile patronimice din Țara Galilor și a adoptat numele de familie. Când a făcut-o, nu a ales, așa cum era obiceiul, numele tatălui său, Maredudd, ci a ales numele bunicului său, Tewdur (în galeză) sau Tudor. Owen Tudor a fost garda de corp a reginei văduve, Caterina de Valois, al cărei soț, Henric al V-lea al Angliei, a murit în 1422. Dovezile sugerează că cei doi s-au căsătorit în secret, în anul 1429. Cei doi fii născuți din căsătorie, Edmund și Jasper, au fost printre susținătorii fideli ai Casei de Lancaster, în lupta împotriva Casei de York.
Henric al VI-lea și-a înnobilat frații vitregi. Edmund a devenit Conte de Richmond și s-a căsătorit cu Margareta Beaufort, stră-nepoata lui John de Gaunt, progenitorul Casei de Lancaster. Jasper a devenit Conte de Pembroke și prin 1460 a adunat atât de multe funcții în Țara Galilor, încât a devenit viceregele virtual al țării. Edmund a decedat în noiembrie 1456. La 28 ianuarie 1457, văduva sa, care tocmai împlinise vârsta de 14 ani, a dat naștere unui fiu, Henric al VII-lea al Angliei, în casa cumnatului ei de la Castelul Pembroke.
Henric Tudor și-a petrecut copilăria la Castelul Raglan, casa lui William Herbert, primul Conte de Pembroke și Yorkist însemnat. După asasinarea lui Henric al VI-lea al Angliei și a fiului sau Eduard, în 1471, Henric a devenit persoana pe care Casa de Lancaster se putea baza. Preocupat de viața nepotului său, Jasper Tudor l-a luat pe Henric în Britania pentru a-l ține în siguranță. Lady Margareta a rămas în Anglia și s-a recăsătorit, trăind în liniște în timp ce susținea cauza Casei de Lancaster și a fiului ei. Profitând de lipsa de popularitate tot mai mare a regelui Richard al III-lea al Angliei, ea a fost capabilă să creeze o alianță cu Yorkiștii nemulțumiți, în sprijinul fiului ei. Paisprezece ani mai târziu, Henric și Jasper au plecat pe mare de la gurile Senei la Milford Haven, unde l-au învins pe Richard al III-lea în Bătălia de la Bosworth Field. După această victorie, Henric Tudor s-a proclamat regele Henric al VII-lea al Angliei.

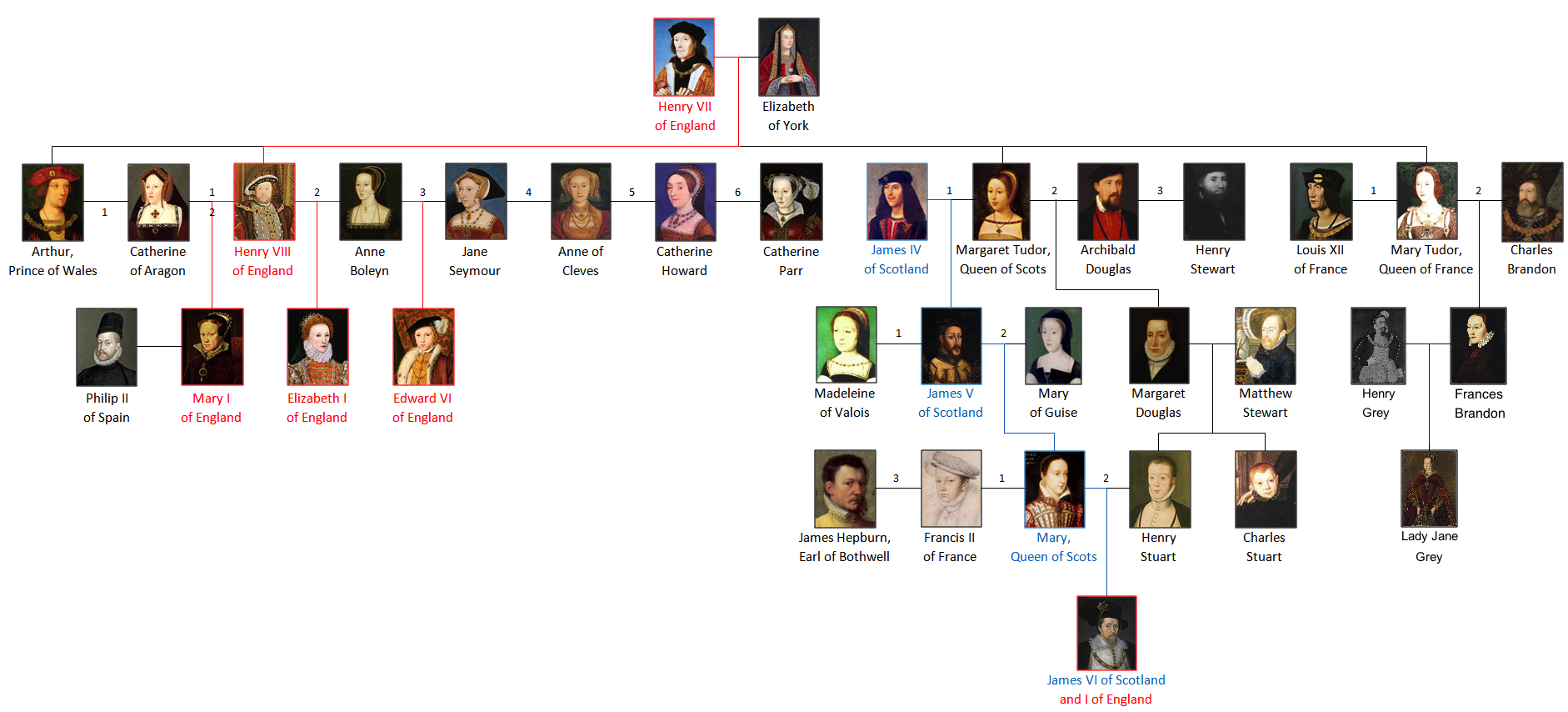
Arborele genealogic al principalilor membrii din Casa Tudor.

## Henric al VII-lea al Angliei

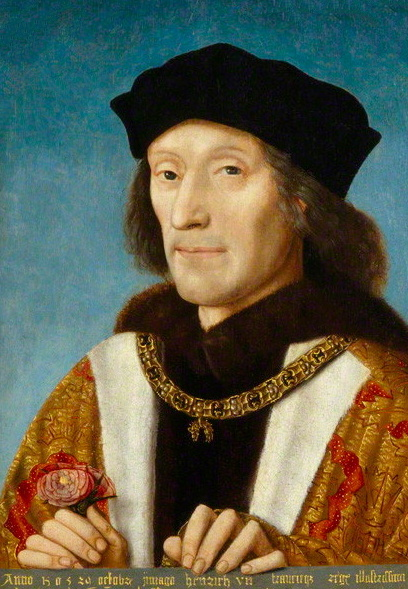
Regele Henric al VII-lea, fondatorul casei regale Tudor

Prima preocupare a lui Henric a fost să-și asigure tronul. La data de 18 ianuarie 1486 la Westminster Abbey, el a onorat promisiunea făcută cu trei ani în urmă și s-a căsătorit cu Elisabeta de York. Cei doi erau veri de gradul trei, ambii fiind stră-strănepoții lui John de Gaunt. Căsătoria a unit casele Lancaster și York, care se aflau în conflict și le-a oferit copiilor săi o bază solidă de a pretinde tronul. Unificarea celor două case este simbolizată prin emblema Rozei Tudor, combinând roza albă a Casei de York cu cea roșie al Casei de Lancaster. 

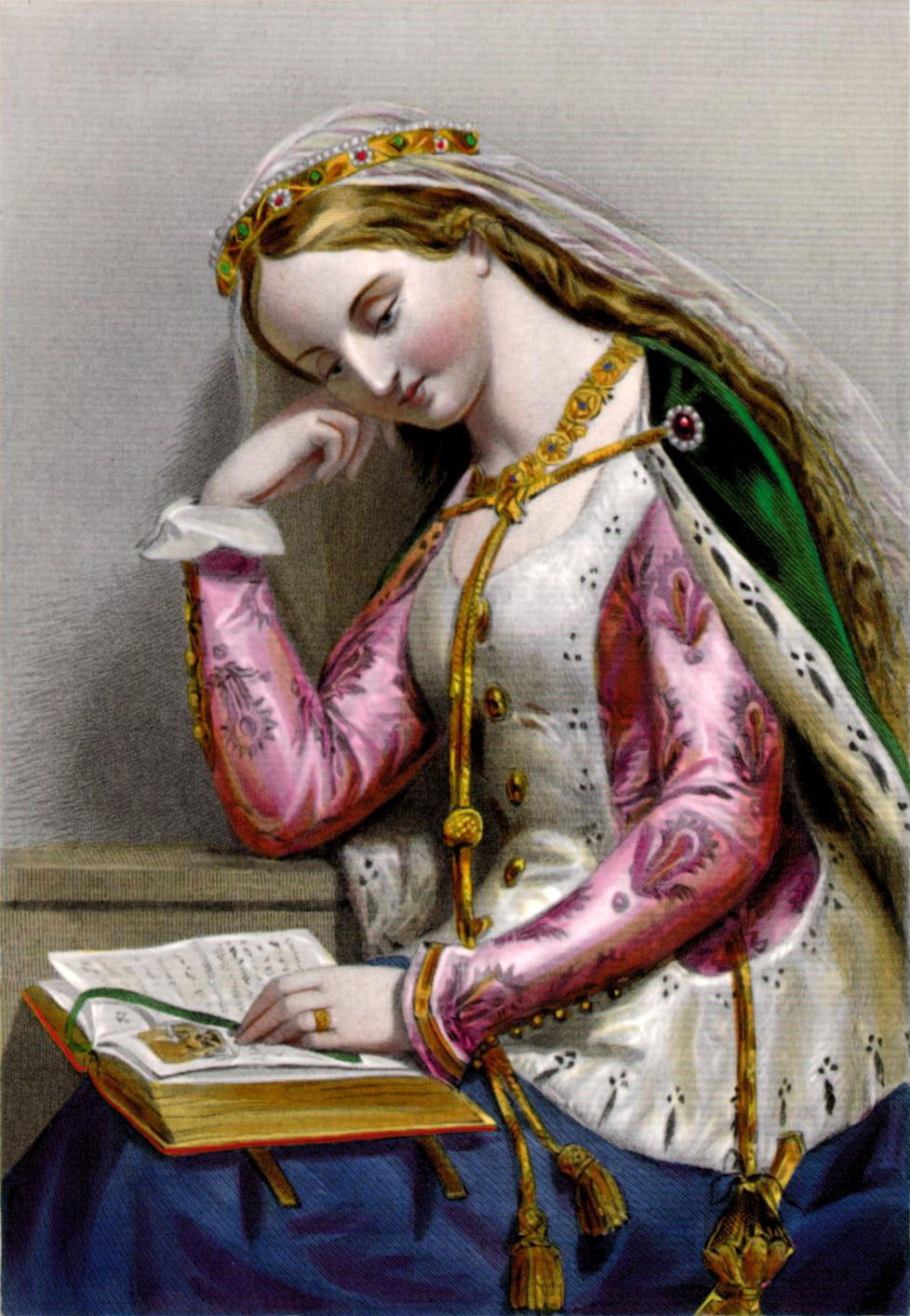
Regina Elisabeta

Henric al VII-lea și Regina Elisabeta au avut mai mulți copii, însă doar patru au supraviețuit: Arthur, Prinț de Wales, Henric, Duce de Richmond, Margareta, care s-a căsătorit cu James al IV-lea al Scoției și Maria, care s-a căsătorit cu Ludovic al XII-lea al Franței. Unul dintre obiectivele lui Henric al VII-lea a fost asigurarea dinastiei, căsătorind-o pe Margareta cu Regele Scoției, James al IV-lea și pe fiul său mai mare, Arthur, cu Caterina de Aragon, formând o alianță puternică cu monarhia Spaniei, Ferdinand al II-lea de Aragon și Isabella I de Castilia. Cu toate acestea, la patru luni după căsătorie, Arthur a murit, lăsându-l pe fratele său, Henric, singurul moștenitor la tron. Henric al VII-lea a obținut o dispensă papală care îi permitea fiului său să se căsătorească cu văduva lui Arthur; cu toate acestea Henric al VII-lea a alea să mai amâne căsătoria un timp. 
Henric al VII-lea a ales să-și limiteze implicarea în politica europeană. A participat la război doar de două ori, prima dată în 1489 în timpul Crizei Bretone și a invaziei Britanicilor, iar cea de-a doua în 1496 - 1497, unde a acordat sprijinul pentru răzbunarea scoțianului Perkin Warbeck și a invaziei sale în nordul Angliei. Henric al VII-lea a făcut pace cu Franța în 1497 iar războiul cu Scoția a fost abandonat din cauza Rebeliunii de Vest din 1497. Henric al VII-lea a făcut pace și cu James al IV-lea, in 1502, deschizând calea pentru a o căsători pe fiica sa, Margareta.
Una dintre principalele preocupări ale lui Henric al VII-lea în timpul domniei sale a fost reacumularea de fonduri în trezoreria regală. Anglia nu fusese niciodată una dintre țările bogate ale Europei, iar după Războiul celor Două Roze, trezoreria aproape se golise. Prin strategia sa economică, el a fost capabil să-i lase o sumă considerabilă fiului său și moștenitorul tronului, Henric al VIII-lea. Deși este dezbătută tema dacă Henric al VII-lea a fost un mare rege, însă cu siguranță a fost unul de succes: a restaurat finanțele țării, a consolidat sistemul judiciar și a reușit să îndepărteze toți pretendenții la tron și să asigure continuitatea familiei sale.

## Henric al VIII-lea al Angliei

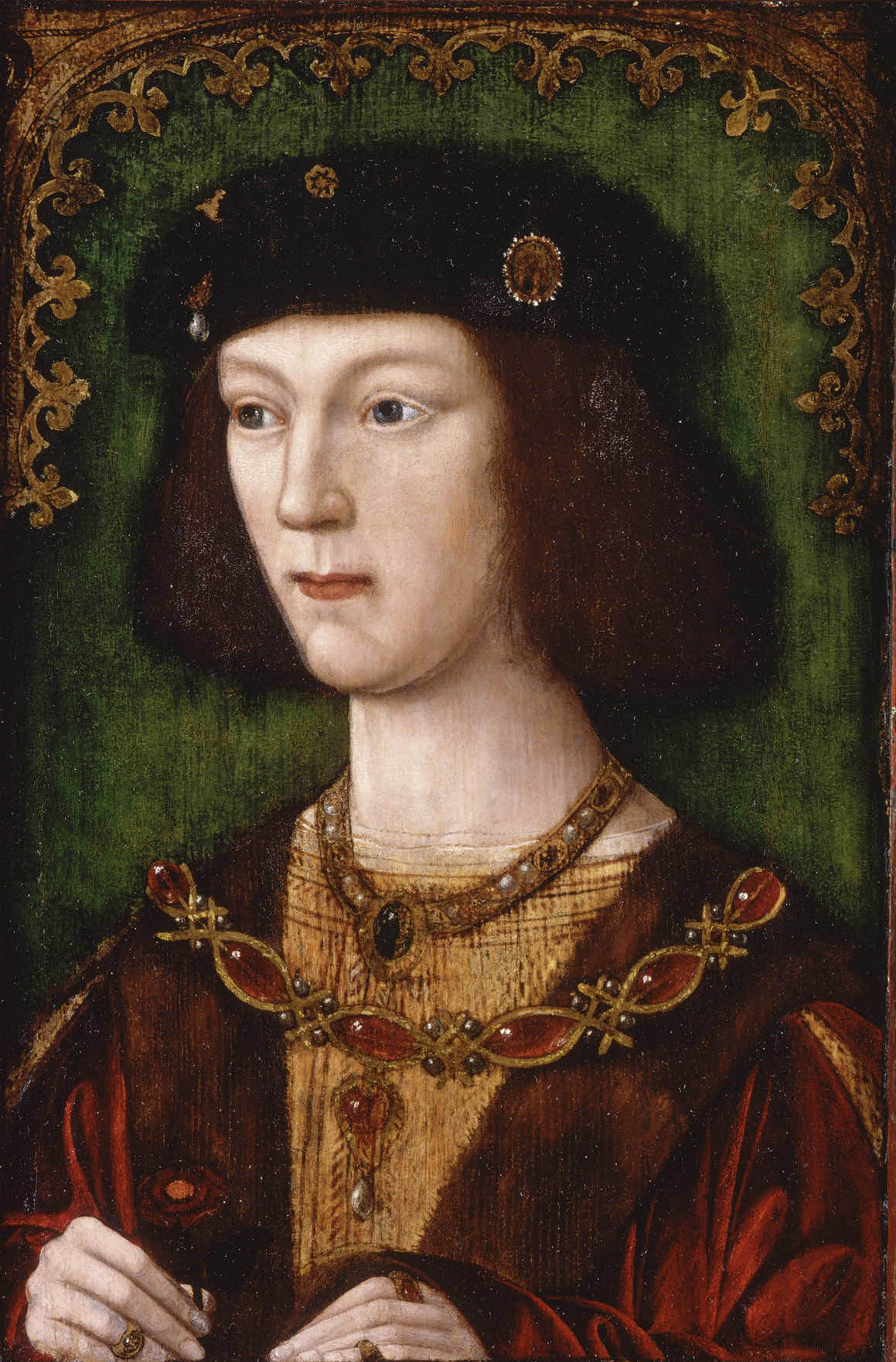
Henric al VIII-lea după încoronare din 1509.

Noul rege, Henric al VIII-lea al Angliei s-a căsătorit cu Caterina de Aragon pe 11 iunie 1509; au fost încoronați la Westminster Abbey pe 24 iunie în același an. Caterina a fost soția fratelui mai mare a lui Henric, ceea ce a făcut ca mariajul lor să aibă probleme încă de la început. A fost necesar să se acorde o dispensă papală pentru ca Henric să se poată căsători cu Caterina, iar negocierile căsătoriei au durat ceva timp. În ciuda faptului că tatăl lui Henric a murit înainte ca el să se căsătorească cu Caterina, el a fost determinat să facă acest lucru încă de la început. Când Henric s-a urcat la tron, nu a acordat prea mult interes față de guvernământ, fiind ocupat mai mult cu sportul și cu viața luxoasă a curții. L-a lăsat pe cancelarul Wolsey să conducă regatul în primii doi ani, iar când a devenit interesat de strategia militară, Henric s-a preocupat mai mult să conducă regatul, ca un adevărat rege. 

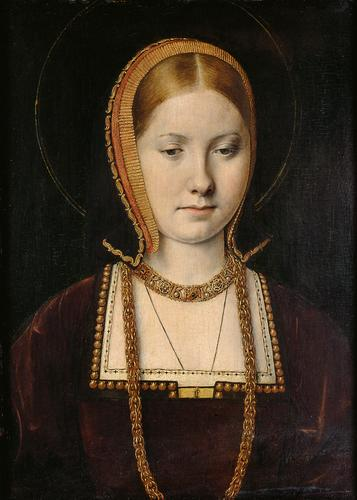
Caterina de Aragon, prima soție a lui Henric al VIII-lea, de Michael Sittow, c.1502.

În tinerețe, Henric era descris ca un om blând, care a acționat mai mult ca interlocutor decât un rege. Era un om generos și oferea cadorui și titluri tuturor subiecților care îl slujeau cu încredere. 
Din păcate, Caterina nu a putut să-i ofere lui Henric nici un moștenitor de sex masculin; primul copil al Caterinei a fost o fată, care a murit la naștere, iar al doilea a fost un fiu, Henric, Duce de Cornwall, care a murit la 52 de zile după naștere. Alți câțiva copii s-au născut morți sau au murit la naștere, până când a fost născută Maria, în 1516. Când devenise clar pentru Henric că dinastia Tudor este în pericol, l-a consultat pe ministrul său, cardinalul Thomas Wolsey, cu privire la posibilitatea unei anulări a căsătoriei sale cu Caterina. Împreună cu îngrijorarea lui Henric de a nu avea un moștenitor, era evidentă și distanța pe care începuse să o aibă față de soția sa, care dădea semne de îmbrătrânire, aceasta fiind mai mare cu șase ani ca el. Wolsey a vizitat Roma, unde a sperat că va obține consimțământul Papei de anulare. Cu toate acestea, biserica era riticentă cu privire la dispensa papală pe care o oferise cu câțiva ani înainte și simțea o presiune din partea nepotului Caterinei, Carol Quintul, Sfântul Împărat Roman, care se opunea anulării și își sprijinea mătușa. 
Caterina a contestat procedurile, urmând o bătălie juridică prelungită. Wolsey nu mai era favoritul regelui după ce eșuase să obțină anularea, astfel Henric l-a numit pe Thomas Cronwell în locul său. În ciuda eșecului său de a produce rezultatele pe care și le dorea Henric, Wolsey s-a preocupat în continuare de problemă, însă nu prevăzuse niciodată că Henric se va căsători cu Anne Boleyn, de care regele se îndrăgostise nebunește în timp ce aceasta era doamna de onoare în gospodăria reginei Caterina. Nu se știe exact cât de implicat a fost Wolsey în Reformă, însă a fost clară dorința nebunească a lui Henric de a se căsători cu Anne Boleyn, prin participarea sa la Schismă. Preocuparea lui Henric de a avea un moștenitor de sex masculin în linia familiei sale, creștea de la o zi la asta, determinându-l să ceară anularea căsătoriei, mai devreme sau mai târziu, chiar dacă Anne nu apărea în viața lui. 
Wolsey a început un complot secret pentru a o forța pe Anne să plece în exil, începând comunicarea cu regina Caterina și cu Papa în acest scop. Când acest lucru s-a descoperit, Heric a ordonat arestarea lui Wolsey și dacă acesta nu ar fi murit subit în 1530, ar fi fost executat pentru trădare.

## Ruperea relațiilor cu Roma

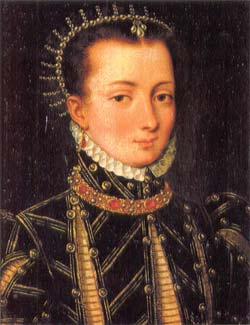
Anne Boleyn

Pentru a i se permite lui Henric să anuleze căsătoria cu Caterina, Parlamentul englez a adoptat legi care au dus la ruperea relațiilor cu Roma, și l-a declarat Capul Suprem al Bisericii Angliei. Noul Arhiepiscop de Canterbury, Thomas Cromwell, a fost cel care a anulat căsătoria lui Henric și a Caterinei. Caterina a fost mutată de la curte și și-a petrecut restul de trei ani din viață în diverse case din Anglia, sub supraveghere, similar cu arestul la domiciliu.
Acest lucru i-a permis lui Henric să se căsătorească cu Anne Boleyn, fiica unui diplomat, Sir Thomas Boleyn. Pe 7 septembrie 1533, Anne a dat naștere primului copil, Elisabeta, numind-o astfel în onoarea mamei lui Henric. Anne a mai avut câteva sarcini care s-au încheiat cu un avort spontan sau cu nașterea pruncilor morți. În mai 1536, Anne a fost arestată împreună cu alți șase curteni. Thomas Cromwell a intervenit susținând că Anne a avut mai mulți amanți în timpul căsătoriei sale cu Henric. Anne Boleyn a fost acuzată de trădare, vrăjitorie și adulter (acuzațiile fiind cel mai probabil inventate) și a fost executată în mai 1536.

### Alianța protestanta

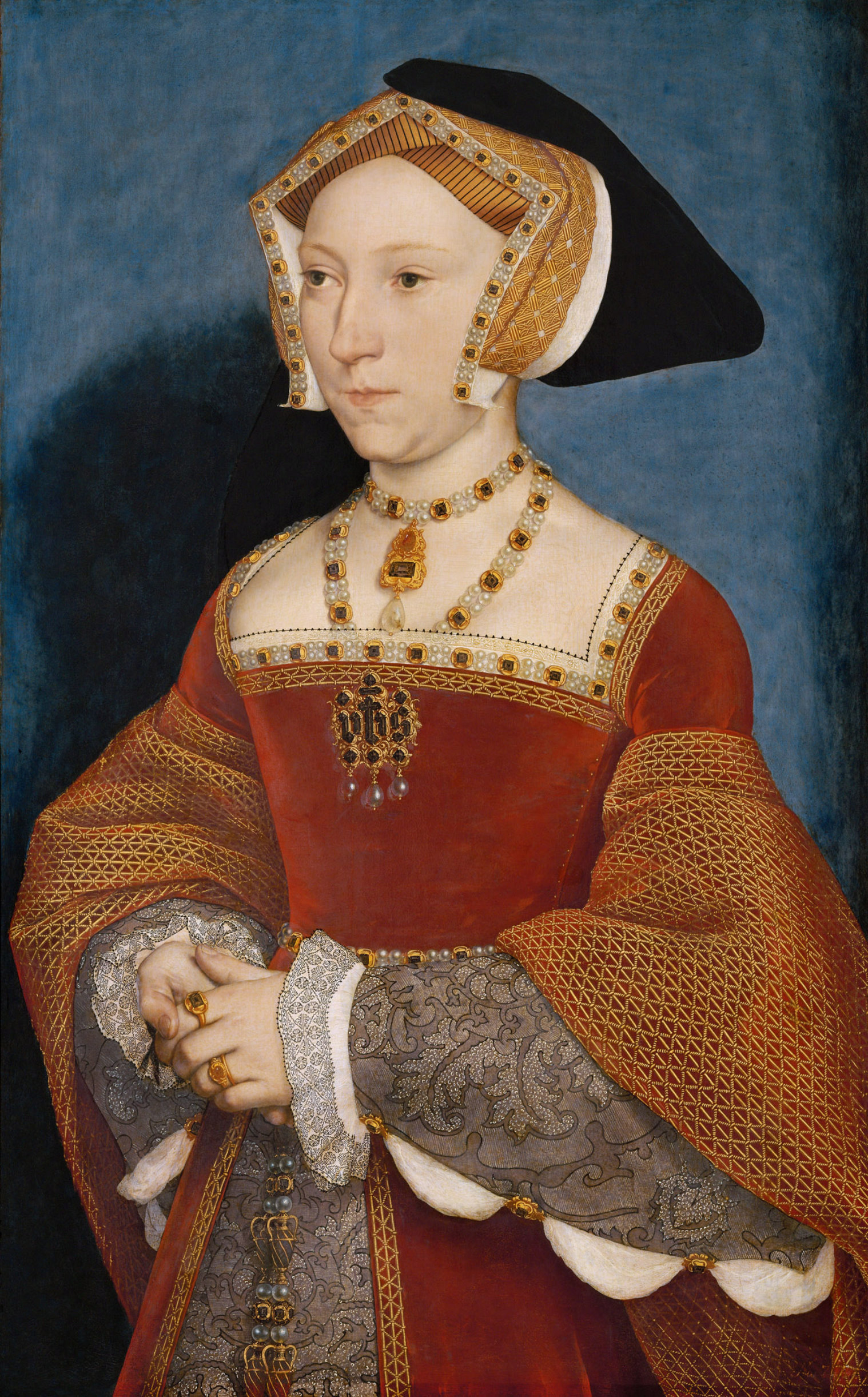
Jane Seymour cea de-a treia soție a regelui Henric al VIII-lea.

Henric s-a căsătorit pentru a treia oara cu Jane Seymour, fiica cavalerului Wiltshire, de care se îndrăgostise pe vremea când aceasta era doamna de onoare în gospodăria reginei Anne. În 1537, Jane a născut un fiu, care avea să devină regele Eduard al VI-lea al Angliei. Jane a murit de febra puerperală la doar câteva zile după naștere, lănsându-l pe Henric devastat. Henric a considerat-o pe Jane "adevărata" lui soție, singura care i-a dăruit moștnitorul pe care l-a dorit cu atâta disperare. 

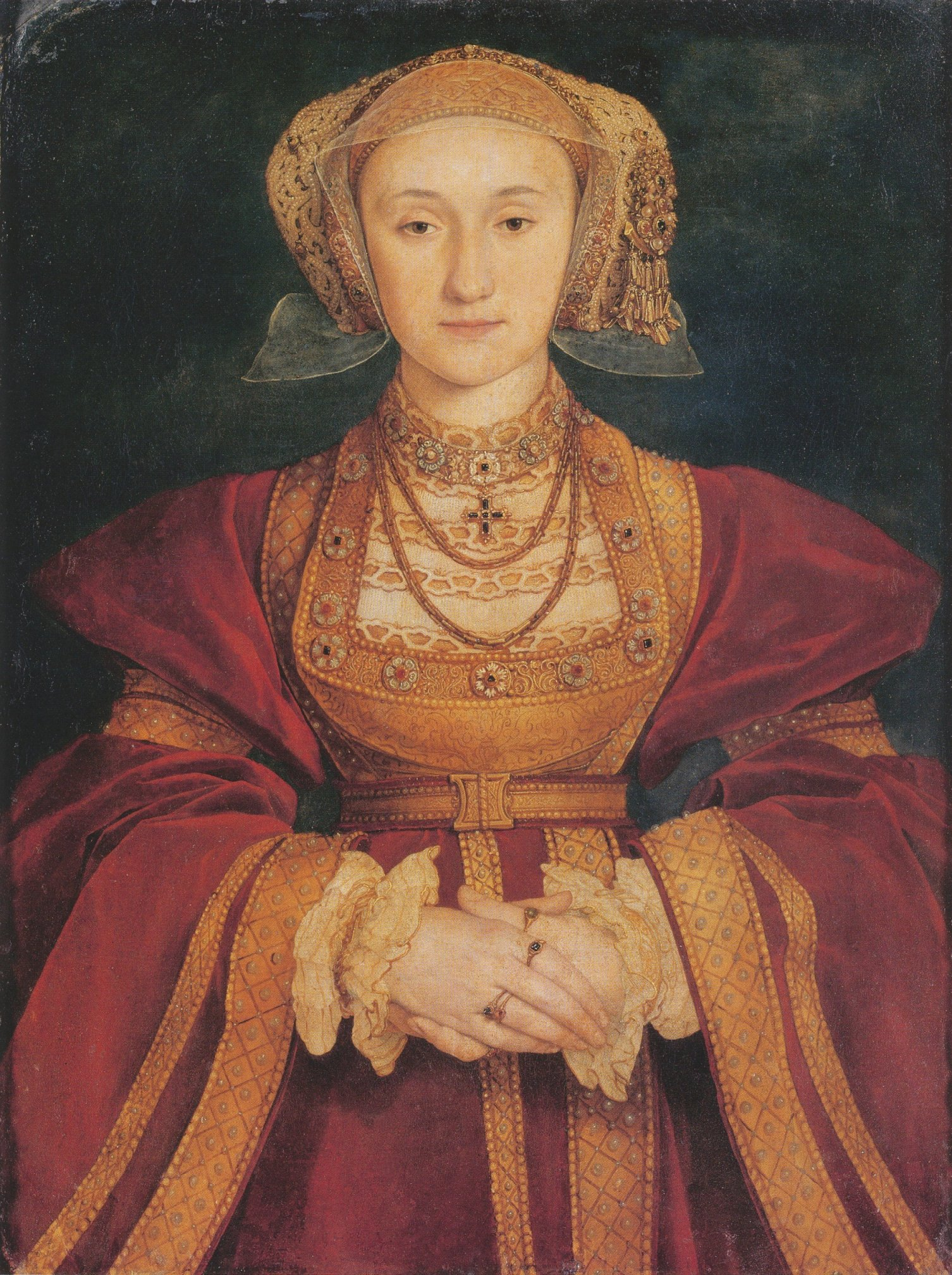
Anne de Cleves cea de-a patra soție a regelui, portret de Hans Holbein cel Tânăr, 1539.

Thomas Cromwell, numit conte de Essex, sugerează o căsătorie cu o prințesă protestantă germană Anne de Cleves, sora ducelui de Cleves, care era privit ca un aliat important în cazul unui atac romano-catolic asupra Angliei.  Hans Holbein cel Tânăr a fost trimis la Cleves pentru a picta un portret al Annei pentru rege. Deși s-a spus că el a pictat-o într-o lumină măgulitoare, este puțin probabil ca portretul să fi fost extrem de inexact, deoarece Holbein a rămas favorit la curte. După ce a privit portretul pictat de Holbein și a cerut descrieri de la curteni, Henric a fost de acord cu căsătoria. După sosirea Annei în Anglia, Henric o găsește complet neactractivă. Cu toate acestea, căsătoria are loc la 6 ianuarie 1540.
În scurt timp regele dorește să anuleze căsătoria nu doar pentru că cei doi nu se înțelegeau dar și pentru că Ducele de Cleves s-a angajat într-o dispută cu Sfântul Imperiu Roman, cu care Henric dorea pacea. Regina Anne a fost destul de inteligentă pentru a nu împiedica încercarea lui Henric de anulare a căsătoriei. Întrebată, ea a mărturisit că acestă căsătorie nu a fost niciodată consumată. Henric a declarat că intra în cameră în fiecare noapte și își săruta noua mireasa pe frunte înainte de culcare. Toate impedimente în calea unei anulări au fost astfel înlăturate. Căsătoria a fost dizolvată iar Anne a primit titlul de "Sora Regelui" și Castelul Hever, fosta reședință a familiei Boleyn. Cromwell, între timp, a căzut în dizgrație pentru rolul său în aranjarea căsătoriei; a fost ulterior decapitat.

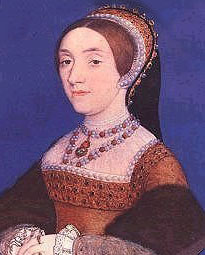
Catherine Howard cea de-a cincea soție a regelui Henric al VIII-lea.

Cea de-a cincea căsătorie cu catolica Caterina Howard, nepoata lui Thomas Howard, al treilea Duce de Norfolk, care a fost promovată chiar de Norfolk în sepranța că Henric va restaura religia catolică în Anglia. Era absolut încântat de noua lui regină. La scurt timp după căsătorie, regina Caterina are o aventură cu curteanul Thomas Culpeper. De asemenea, ea l-a angajat secretar pe Francis Dereham, cel cu care a fost anterior logodit cu ea și cu care a avut o aventură înainte de căsătorie. Thomas Cramwell, care s-a opus familiei romano-catolice Howard, a adus dovezi privind activitățile desfășurate de regina Caterina în atenția regelui. Deși inițial Henric a refuzat să creadă afirmațiile, i-a permis lui Cramwell să efectueze o anchetă, care a condus la implicarea reginei Caterina. Întrebată, regina ar fi putut recunoaște un contract cu Dereham înainte de a se căsători, ceea ce ar fi făcut căsătoria cu Henric invalidă, însă ea a afirmat că Dereham a forțat-o să intre într-o relație adulteră. În același timp, Dereham a expus relația dintre regină cu Thomas Culpeper. La fel ca în cazul Annei Boleyn, Catherine Howard nu putea fi acuzată de adulter din moment ce căsătoria era oficial nulă. Din nou, acest punct a fost ignorat iar Caterina a fost executată la 13 februarie 1542. Când a murit avea între 17 și 22 de ani (opiniile diferă în ceea ce privește anul ei de naștere).

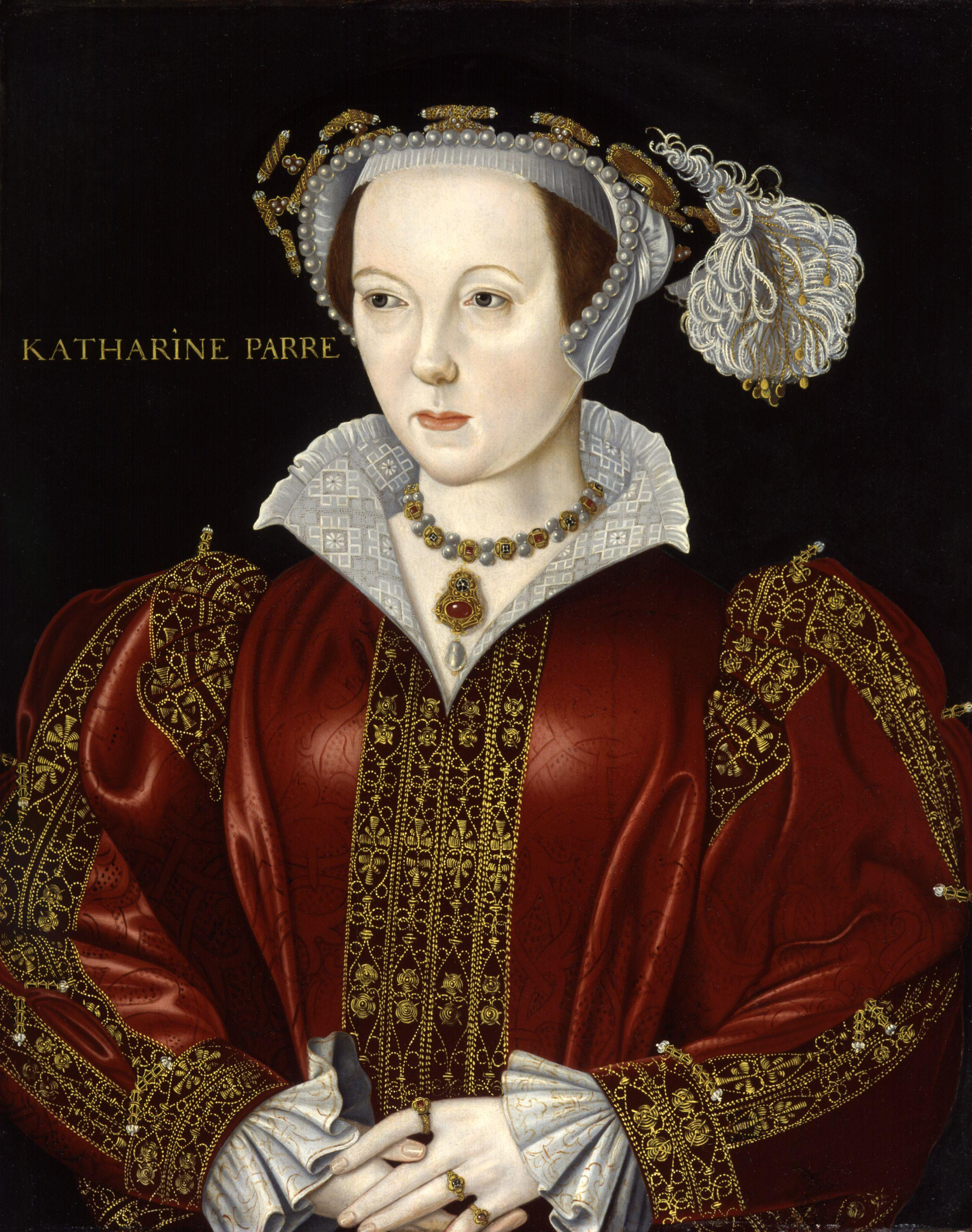
Catherine Parr cea de-a șasea și ultima soție a regelui Henric al VIII-lea.

În momentul în care Henric se căsătorea cu o altă protestantă, Chaterine Parr în 1543, vechile consilii romano-catolice, inclusiv puternicul Duce de Norfolk și-au pierdut puterea și influența. Ducele era încă un catolic devotat, și apropape reușise să-l convingă pe Henric să o aresteze pe Chaterine pentru că predicase doctrina luterană lui Henric. Cu toate acestea, ea a reușit să se împace cu regele, jurând că s-a contrazis cu el pe tema religiei doar pentru a-i lua mintea de la durerea de care suferea, din cauza piciorului ulceros. Tot ea a fost cea care l-a ajutat să se împace cu fiicele lui, Lady Mary și Lady Elizabeth.

## Eduard al VI-lea: Extremitatea protestantă

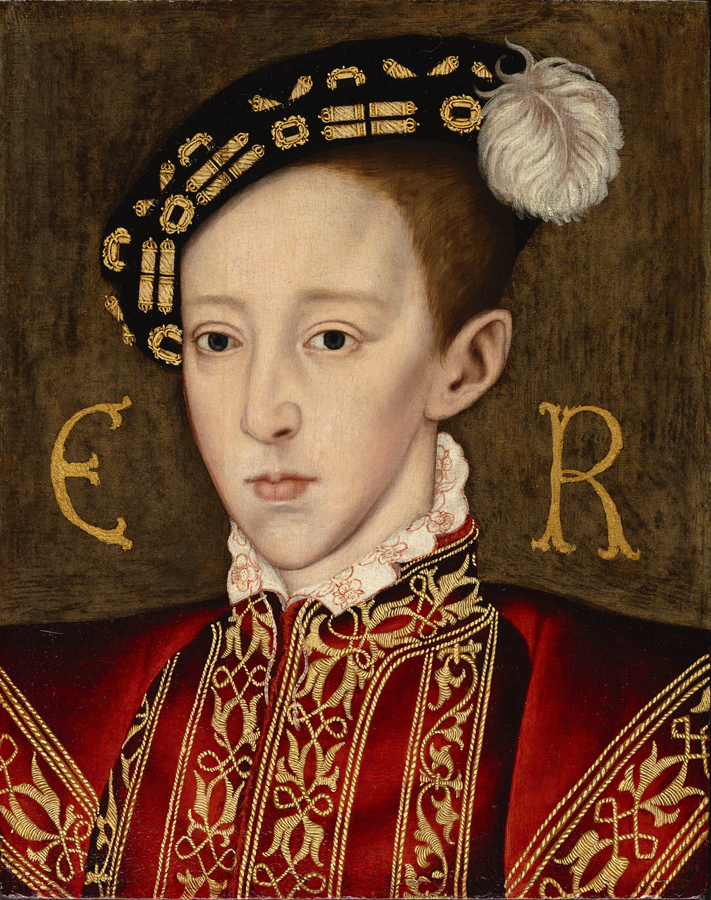
Eduard al VI-lea al Angliei, de William Scrots, c. 1550.

În ultimii ani ai vieții, Henric a devenit obez și a trebuit mutat cu ajutorul unei invenții mecanice. Era acoperit cu abcese dureroase și posibil să fi suferit de gută. Obezitatea lui a început în 1536 când a suferit un accident din care s-a ales cu răni la picior. Acest lucru l-a împiedicat să facă exerciții și treptat acestea au devenit ulceroase. Fără îndolială acestea i-au grăbit moartea la vârsta de 55 de ani, la 28 ianuarie 1547 la Palatul Whitehall. O teorie credibilă sugerează că simptomele medicale ale lui Henric și ale surorii sale mai mari Margareta Tudor erau caracteristice unui diabet de tip II netratat.
În testament, Henric le-a repus în linia de succesiune pe fiicele sale din cele două căsătorii anulate, cea cu Caterina de Aragon și cu Anne Boleyn, însă nu le-a recunoscut ca fiice legitime. (Deoarece căsătoriile sale au fost anulate, legal, nu au avut niciodată loc, astfel cele doua fete erau nelegitime). În condiția în care toți cei trei copii ai săi mureau fără moștenitori, testamentul stipula ca descendenții surorii sale mai mari, Maria, să aibă prioritate peste urmașii surorii sale mai mici, Margareta, regina Scoției. Eduard, în vârstă de nouă ani, fiul lui Jane Seymour, a moștenit tronul purtând numele de Eduard al VI-lea al Angliei. Din păcate, regatul tânărului rege era, de obicei, într-o ceartă continuă între nobilii care încercau să-și consolideze poziția în regat.

### Ducele de Somerset al Angliei
Deși Henric a specificat grupul de oameni care să acționeze ca regenți în timpul minorității lui Eduard, Eduard Seymour, unchiul micuțului rege, a preluat rapid conducerea și s-a autoproclamat Duce de Somerset  pe 15 februarie 1547. Somerset avea ca scop unirea Angliei cu Scoția prin căsătoria lui Eduard, cu tânăra regină Maria a Scoției, care viza impunerea forțată a Reformei engleze în Biserica Scoțiană. Somerset a condus o armata mare și bine echipată în Scoția, unde el si regentul scoțian James Hamilton, al doilea Duce de Arran, s-au înfruntat în Bătălia de la Pinkie Cleugh din 10 setmebrie 1547. Armata lui Somerset i-a învins pe scoțieni, însă tânăra Regină Maria a fost transportată în secret în Franța, unde a fost logodită cu Delfinul, viitorul Francisc al II-lea al Franței. În ciuda dezamăgirii lui Somerset, victoria sa de la Pinkie Cleugh l-a făcut să pară inatacabil.
Între timp, Eduard al VI-lea, în ciuda faptului că era doar un copil de nouă ani, a putut să stabilească reforma religioasă. În 1549, Eduard a ordonat publicarea Cărții de Rugăciune Comune, care conținea formule de cult pentru serviciile de zi cu zi ale bisericii. Controversata carte nu a fost privită cu ochi buni de către nici un reformator sau conservator catolic, și a fost condamnată în special la Devon și la Cornwall, unde tradiția catolică era cea mai puternică. Acest lucru a provocat Revolta Cărții de Rugăciuni, unde s-au adunat grupurile non-conformiste din Cornwall. Rebeliunea l-a îngrijorat pe Somerset, care devenise Lord Protector, astfel a trimis o armată pentru a dizolva revolta. Mai mulți oameni din Cornwall au fost sacrificați. Revolta nu l-a convis pe Eduard să trateze cu atenție problema ci i-a întărit atitudinea sa față de non-conformiști. Acest lucru s-a extins până la sora lui mai mare, Maria Tudor, care era o catolică pioasă și devotată. Deși a fost chemată în fața Consiliului Privat de câteva ori, pentru a o face să renunțe la credința ei și de a nu mai asculta liturghia catolică, Maria refuza de fiecare dată. 
Eduard a avut o relație bună cu sora sa Elisabeta, care era protestantă, însă relația dintre ei s-a tensionat atunci când Elisabeta a fost acuzată că ar avea o aventură cu fiul Ducelui de Somerset, Thomas Seymour, primul Baron Seymour de Sudeley și soțul ultimei soții a lui Henric, Chaterine Parr. Elisabeta a fost intervievată de unul dintre consilierii lui Eduard, și a fost găsită nevinovată, în ciuda mărturisirii forțate ale servitoarelor ei, Chaterine Ashley și Thomas Parry.  Thomas Seymour a fost arestat și decapitat pe 20 martie 1549.

### O succesiune problematică
Somerset începea să-și piardă din strălucire. După îndepărtarea cu forța a lui Eduard al VI-lea la Castelul Windsor, cu intenția de a-l menține oastatic, Somerset a fost înlăturat de la putere de către membrii consiliului, condus de rivalul său, John Dudley, primul Conte de Warwick, care se autoproclamase Duce de Nothumberland. Northumberland a devenit Lord Protector, însă prefera să nu folosească acest titlu, învățând din greșelile făcute de prodecesorului său. Northumberland era furios și ambițios, și avea ca scop, asigurarea religiei protestante în timp ce se îmbogățea cu bani și pământuri. A ordonat bisericii să fie deposedată de toate simbolurile tradiționale catolice. 

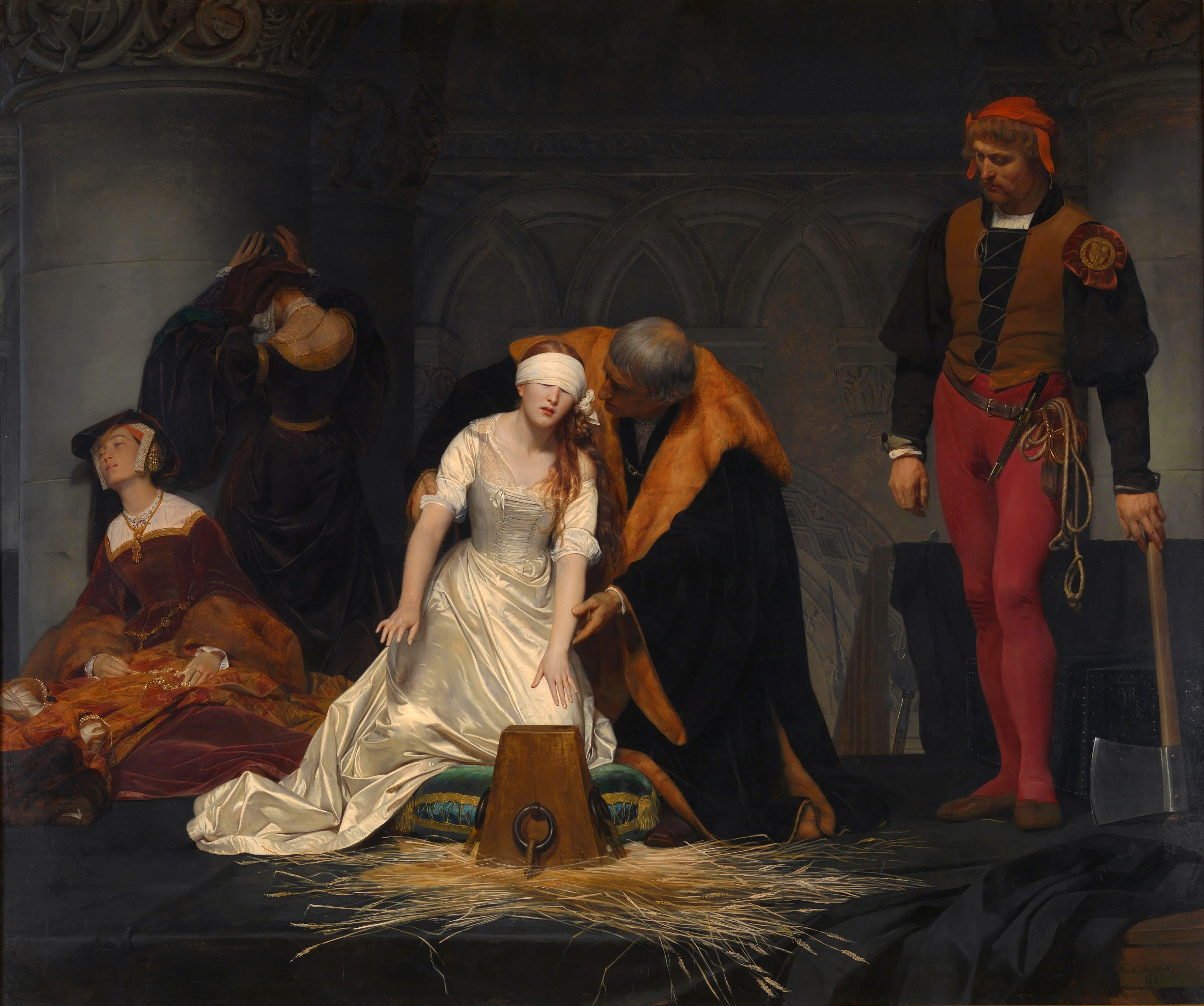
Execuția lui Lady Jane Grey de Paul Delaroche, 1833

O revizuire a Cărții de Rugăciuni Comune fusese publicată în 1552. Când Eduard al VI-lea s-a îmbolnăvit în 1553, consilierii săi vedeau posibilitatea iminentă a ascensiunii Mariei, și se temeau că aceasta va rasturna toate reformele făcute în timpul domniei lui Eduard. Surprinzător, chiar și Eduard se temea de întoarcerea catolicismului în țară. Acesta a scris un nou testament, anulându-l pe cel al tatălui său din 1544. Acesta îi oferea succesiunea verișoarei sale, Lady Jane Grey, nepoata surorii lui Henric al VIII-lea, Maria, care, după moartea lui Ludovic al XII-lea al Franței în 1515, s-a măritat cu favoritul regelui Henric al VIII-lea, Charles Brandon, primul Duce de Suffolk.
Mama lui Lady Jane era Lady Frances Brandon, fiica lui Suffolk și a prințesei Maria. Northumberland a căsătorit-o pe Jane cu fiul cel tânăr a lui Guildford Dudley, permițându-i să obțină o succesiune protestantă necesară. Cei mai mulți dintre consilierii lui Eduard au semnat deviza de succesiune, și când Eduard al VI-lea a murit pe 6 iulie 1553, după o lungă luptă cu tuberculoza, Lady Jane a fost proclamată regină. 
Cu toate acestea, sprijinul pentru dinastia Tudor- chiar și a unui membru catolic- i-au incurcat planurile lui Northumberland, iar Jane, care nu a vrut niciodată să accepte coroana, a fost demisă după doar nouă zile. Maria Tudor a fost primită de susținătorii ei într-o procesiune triumfală la Londra, însoțită de sora ei mai mică, Elisabeta.

## Maria I a Angliei: Domnia unei regine tulburate

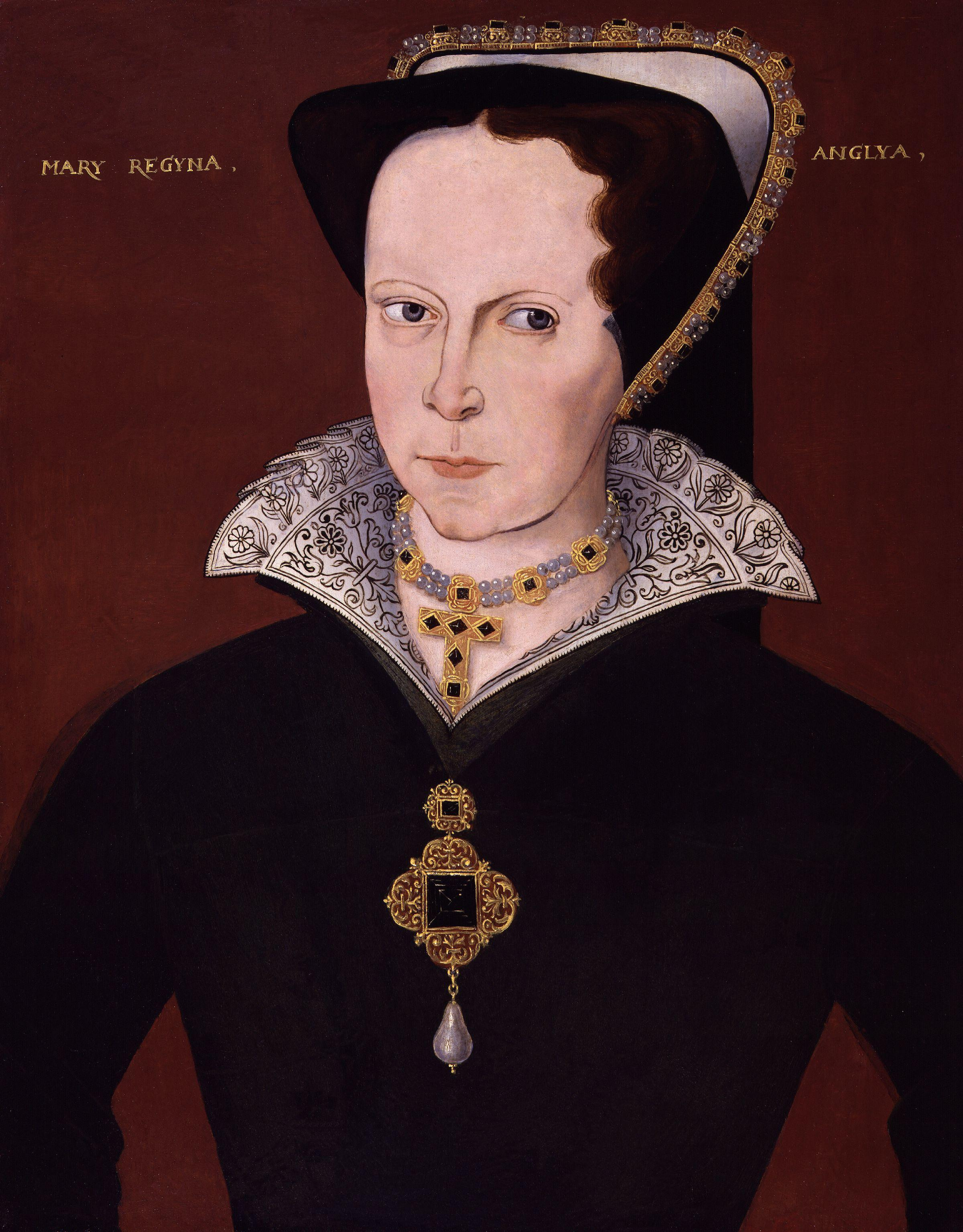
Mary I c. 1555, Galeria Națională, Londra.

Maria și-a anunțat intenția de a se căsători cu prințul spaniol, Filip, fiul nepotului mamei sale, Carol al V-lea. Perspectiva unei alianțe cu Spania s-a dovedit a fi nepopulară în randul englezilor care se temeau că Spania se va folosi de Anglia, implicând-o în războaie. Nemulțumirea poporului a crescut; un protestant de la curte, Thomas Wyatt a condus o revoltă împotriva reginei, cu scopul de a o deposeda și de a o înclocui cu sora sa, Elisabeta. Complotul a fost descoperit, și suporterii lui Wyatt au fost uciși. Wyatt însuși a fost torturat, în speranța că ar declara implicarea Elisabetei și că Maria o va putea executa pentru trădare. Wyatt nu a implicat-o pe Elisabeta și a fost decapitat. Elisabeta și-a petrecut timpul în diferite închisori, inclusiv în Turnul Londrei. 
Maria s-a căsătorit cu Filip la Catedrala Winchester, pe 25 iulie 1554. Filip o găsea neatractivă, și petrecea foarte puțin timp alături de ea. Deși Maria a crezut că este însărcinată de câteva ori în cei cinci ani de domnie, aceasta nu a născut niciodată. Devastată pentru că își vedea soțul foarte rar, și nervoasă pentru că nu reușea să dea naștere unui moștenitor, Maria a devenit o femeie crudă. Era determinată să restabilească credința catolică în Anglia și să-și securizeze tronul de amenințările protestanților, arzând pe rug mulți protestanți între 1555 și 1558. Din cauza acțiunilor sale împotriva protestanților, Maria era numită Maria cea Sângeroasă. 
Visul Mariei de a învia dinastia Tudor catolică era terminat, iar popularitatea sa a scăzut și mai mult, atunci când a pierdut ultima bucată de pământ englez din Franța: Calais. Orașul a fost preluat de Ducele de Guise, la 7 ianuarie 1558. Domnia Mariei, a introdus un nou sistem de prelucrare a monezilor care va fi folosit până în secolul al XVIII-lea, iar mariajul ei cu Filip a creat noi rute comerciale pentru Anglia. Guvernarea Mariei a adus o serie de măsuri în domeniul inflației, deficitele bugetare, sărăciei, crizei și comerțului pentru regatul ei. A explorat potențialul comercial al piețelor din Rusia, Africa și Țările Baltice și a revizuit sistemul vamal. Maria l-a primit pe primul ambasador al Rusiei în Anglia, creând relații pentru prima dată între cele doua țări. Dacă trăia puțin mai mult, religia catolică pe care cu greu a încercat să o restabilească în Anglia, ar fi putut să prindă rădăcini mai adânci. Maria a murit pe 17 noiembrie 1558 la vârsta de 42 de ani. Elisabeta Tudor, la vârsta de 25 de ani, a urmat-o la tron, purtând numele de Elisabeta I a Angliei.

## Elisabeta I: epoca intrigilor și comploturilor
Când Elisabeta a devenit regină, se formase teamă în rândul membrilor consiliului numiți de Maria , datorită faptului că mulți dintre ei au participat la câteva comploturi împotriva Elisabetei, cum ar fi închiderea ei în Turnul Londrei, încercarea de a o forța să se mărite cu un prinț străin cu gândul de a o exila, și chiar făcând presiuni pentru a o omorî. Ca răspuns pentru frica lor, l-a ales ca ministru șef pe protestantul Sir William Cecil, fost secretar al Ducelui de Somerset și a Ducelui de Northumberland. 

### Primii ani
Elisabeta a avut o cale lungă și tulburată spre tron. Fusese un elev excelent, bine educată în latină, franceză, italiană și greacă, și era o scriitoare talentată. După revolta lui Thomas Wyatt, Elisabeta a fost închisă în Turnul Londrei. După ce nu au găsit-o implicată, ea a fost eliberată și s-a retras la țară până la moartea surorii sale, Maira I a Angliei.

### Înălțarea Bisericii engleze
Elisabeta era protestantă moderată, fiind fiica lui Anne Boleyn care a jucat un rol cheie în Reforma din 1520. La încoronarea sa din ianuarie 1559, mulți dintre episcopii catolici - numiți de Maria I a Angliei, care au expulzat marea majoritate a clericilor protestanți, atunci când a devenit regină - au refuzat să performeze ceremonia în religia protestantă. În cele din urmă, episcopul de Carlisle, Owen Oglethorpe, a efectuat ceremonia, însă când Owen a încercat să realizeze părțile tradiționale ale catolicismului, Elisabeta s-a ridicat și a plecat. După încoronare, două acte importante au fost introduse în Parlament: Actul de Uniformitate și Actul de Supremație, stabilind Biserica Protestantă a Angliei și creând-o pe Elisabeta Guvernator Superm al Bisericii Angliei. Aceste acte, cunoscute și ca Stabilizare Religioasă Elisabeteană, au făcut ca participarea la slujbe să fie obligatorie în fiecare duminică; a impus un jurământ din partea clericilor prin care aceștia trebuiau să recunoască independența Bisericii Angliei de Biserica Catolică, și să o recunoască pe Elisabeta ca Guvernator Suprem. Elisabeta a precizat că, dacă ei refuză să depună jurământul prima dată, vor avea și o a doua oportunitate, după care, în cazul în care jurământul nu a fost depus, persoanele în cauză vor fi lipsiți de proprietățile personale și demiși din funcție.

### Presiunea căsătoriei

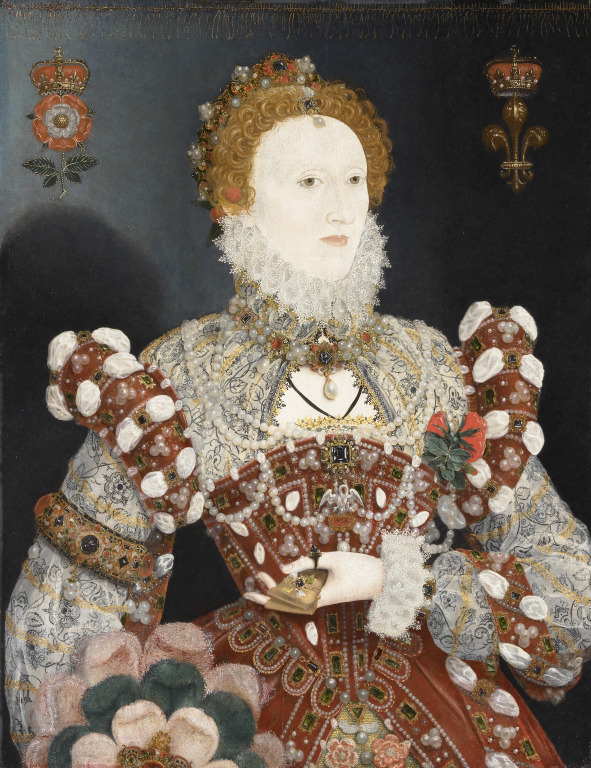
Elisabeta I a Angliei de Nicholas Hilliard, 1572

Deși Elisabeta avea doar 25 de ani când a venit la tron, era conștientă de locul pe care îl deținea ca regina și de reponsabilitățile sale ca Slujitoare a lui Dumnezeu. Nu a lăsat pe nimeni să-i conteste autoritatea sa ca regină, deși mulți oameni, care au simțit-o slabă, i-au sugerat căsătoria. Popularitatea ei era extrem de ridicată, dar Consiliul Privat, Parlamentul și subiecții săi  erau de părere că ea ar trebui să-și aleagă un soț. Fără un moștenitor, Dinastia Tudor se sfârșea. Exista riscul unui război între rivali dacă Elisabeta murea fără să aibă copii.
Numeroși pretendenți din aproape toate națiunile din Europa își trimiteau amabasadori pentru a-și prezenta potențialii pretendenți. Riscul unui deces fusese aproape, în 1564, când Elisabeta s-a îmbolnăvit de variolă; când sănătatea ei se afla în pericol, Elisabeta îl numea pe Robert Dudley ca Lord Protector în cazul unui deces. După recuperare, l-a numit pe Dudley, Conte de Leicester, în speranța că îl va putea căsători cu Maria Stuart, regina Scoției. Maria l-a respins, iar în schimb s-a căsătorit cu Henry Stuart, Lord Darnley, un descendent al lui Henric al VII-lea al Angliei, oferindu-i posibilitatea de a aspira la tronul Angliei. Deși mulți catolici i-au fost loiali Elisabetei, mulți erau de părere că, deoarece Elisabeta fusese declarată nelegitimă după ce căsătoria părinților săi a fost anulată, astfel Maria Stuart era cea trebuia să moștenească tronul. În ciuda acestui fapt, Elisabeta nu a numit-o pe Maria ca moștenitor. 

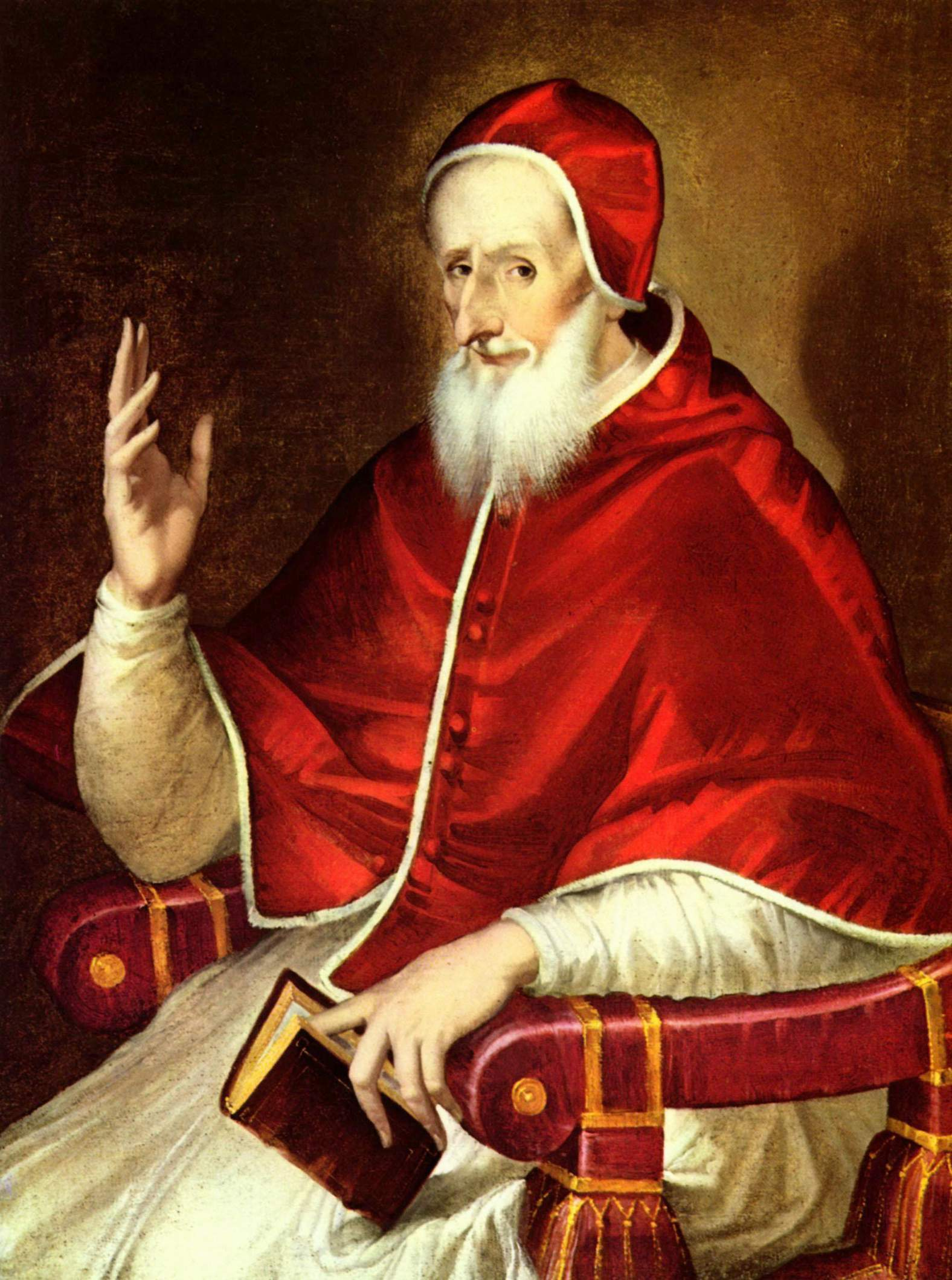
Papa Pius al V-lea, care a emis Bulă Papală prin care o excomunica pe Elisabeta

În timpul domniei sale au avut loc numeroase amenințări la adresa dinastiei Tudor. În 1569, un grup de Conți conduși de Charles Neville, al șaselea Conte de Westmorland, și de Thomas Percy, servitorul Contelui de Northumberland, au încercat să o destituie pe Elisabeta, încoluind-o cu Maria, regina Scoției. În 1571, protestantul transformat în catolic, Thomas Howard, al patrulea Duce de Norfolk, avea în plan să se căsătorească cu Maria, regina Scoției, și apoi să o înlocuiască pe Elisabeta cu Maria. Complotul, pus la cale de Roberto Ridolfi, a fost descoperit, iar Norfolk a fost decapitat. Următoarea revoltă majoră a avut loc în 1601, când Robert Devereux, al doilea Conte de Essex, a încercat să ridice populația Londrei împotriva guvernului Elisabetei. Poporul Londrei s-a dovedit pașnic, iar Essex și majoritatea rebelilor săi au fost executați. Amenințările veneau de asemenea și de peste granițe. În 1570, Papa Pius al V-lea, a emis o bulă papală, Regnans in Excelsis, prin care o excomunica pe Elisabeta și îi elibera pe subiecții ei de sub puterea ei. Elisabeta era presată de Parlament, care dorea ca ea să ordone executarea Mariei, regina Scoției, pentru a preveni orice încercări suplimentare care să pună in pericol; deși, confruntându-se cu câteva cereri oficiale, ea a oscilat asupra deciziei de a executa o regină unsă. Într-un final, ea a fost convinsă (de trădători), de complicitatea Mariei în conspirațiile împotriva ei, și i-a semnat condamnarea la moarte în 1586. Maria a fost executată la Castelul Fotheringay pe 8 februarie 1587, la indignarea Europei catolice.
Există multe dezbateri referitoare la faptul că Elisabeta nu s-a căsătorit niciodată. Se zvonea că este îndrăgostită de Robert Dudley, primul Conte de Leicester, și că aceasta născuse un copil nelegitim. Acest zvon era doar unul dintre cele care s-au tot învârtit în jurul prieteniei lor de lungă durată. Cu toate acestea, ea se concentra mai mult pe dezastrele care le-au suferit femeile din familia sa, cum ar fi Lady Jane Grey, care a suferit din cauza căsătoriei unui membru din familia regală. Sora ei, Maria, care s-a căsătorit cu Filip, și care adusese dispreț pentru țară iar mulți dintre subiecții ei au disprețuit Spania și pe Filip, temându-se că el încearca să preia controlul complet al țării. Disprețul tatălui ei pentru Anne de Claves, o determinase pe Elisabeta să nu accepte nici un bărbat pe care nu-l văzuse niciodată, astfel elimina o mare parte din pretendenți.

### Ultimele speranțe pentru un moștenitor al Tudorilor

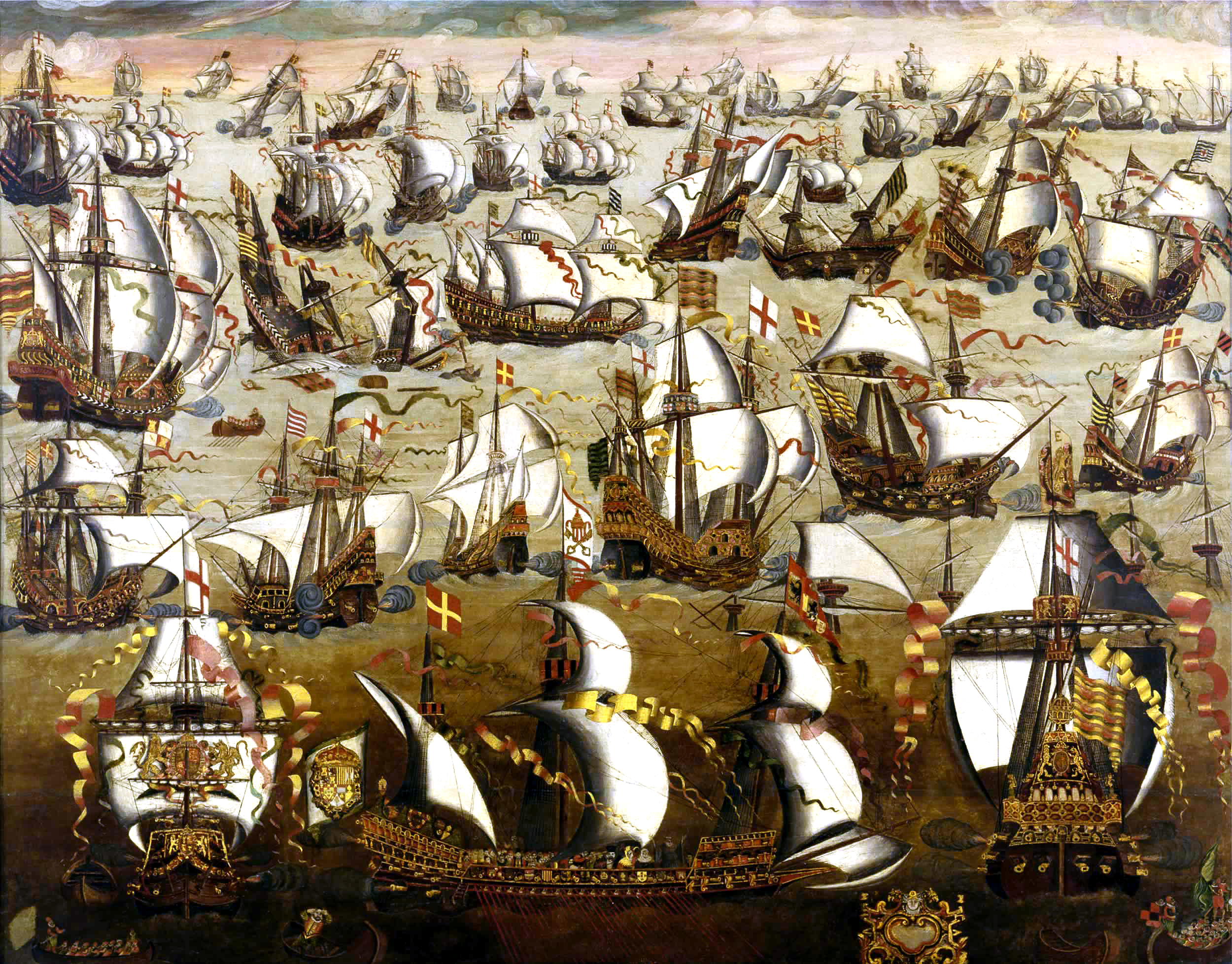
Armada spaniolă și flota engleză în august 1588

În ciuda incertitudinii Elisabetei, ea nu s-a căsătorit niciodată. Cel mai aproape de căsătorie a fost între anii 1579 și 1581, când era curtată de Francisc, Duce de Anjou, fiul lui Henric al II-lea al Franței și a Caterinei de' Medici. În ciuda guvernului Elisabetei, care cerea în mod constant ca ea să se mărite în primii ani ai domniei sale, s-a hotarat să nu se căsătorească cu prințul francez din cauza mamei lui, Caterina de' Medici, care era suspectă că a comandat masacrul din Ziua Sfântului Bartolomeu, unde au căzut victime zeci de mii de francezi protestanți hugenoți, în 1572. Elisabeta declarat în public că este împotriva căsătoriei, învățând din greșelile surorii ei și trimițându-l pe Ducele de Anjou înapoi în Franța. Elisabeta știa că o continuitate a Dinastiei Tudor era acum imposibilă; avea 48 de ani în 1581 și era prea bătrână pentru a mai avea copii. Cea mai periculoasă amenințare asupra dinastiei Tudor în timpul domniei sale a fost Armada Sapniei din 1588. Lansată de pretendentul vechi al Elisabetei, Filip al II-lea al Spaniei, care acum era comandată de Alonso de Guzman El Bueno, al șaptelea Duce de Medina Sidonia. Spaniolii și Republica Olandeză i-au depășit numeric pe englezi, cu 22 de galioane și 108 nave armate; cu toate acestea, spaniolii au pierdut ca urmare a condițiilor meteorologice nefavorabile pe Canalul Mânecii și din cauza proastei planificări și a logisticii sărace, în fața inamicilor lor: Sir Francis Drake și Charles Howard, al doilea Baron Howard din Effingham. 
În timp ce Elisabeta îmbătrânea, funcționarea țării continua să beneficieze oamenii. Ca răspuns la foametea din Anglia din cauza recoltelor proaste, din 1590, Elisabeta a introdus legea săracilor, permițându-le țăranilor care erau prea bolnavi ca să muncească, o anumită sumă de bani din partea statului. Toți banii pe care Elisabeta i-a împrumutat de la Parlament, în 12 sau 13 sesiuni parlamentare au fost restituiți. Elisabeta a murit fără copii la Palatul Richmond pe 24 martie 1603. Nu a numit niciodată un succesor. Cu toate acestea, Sir Robert Cecil a corespondat cu regele protestant James al VI-lea al Scoției, fiul Mariei Stuart, iar acesta a fost numit succesor al tronului Angliei.

## Dinastia Tudor
| Portret        | Nume                                         | Data Nașterii                          | Ascensiune                                                              | Căsătorie | Data decesului                                              | Revednicare |
| -------------- | -------------------------------------------- | -------------------------------------- | ----------------------------------------------------------------------- | --- | ----------------------------------------------------------- | --- |
| Henry VII      | Henric al VII-lea                            | 28 ianuarie 1457 Castelul Pembroke     | 22 august 1485 (încoronat la Westminster Abbey pe 30 octombrie 1485)    | Elizabeta de York                                                                                                  | 21 aprilie 1509 Palatul Richmond 52 de ani                  | Descent din Eduard al III-lea al Angliei prin mama sa Lady Margaret Beaufort.                                                        |
| Henry VIII     | Henric al VIII-lea (primul rege al Irlandei) | 28 June 1491 Palatul Greenwich         | 21 aprilie 1509 (încoronat la Westminster Abbey pe 24 iunie 1509)       | (1) Caterina de Aragon (2) Anne Boleyn (3) Jane Seymour (4) Anne de Cleves (5) Catherine Howard (6) Catherine Parr | 28 ianuarie 1547 Palatul Whitehall 55 de ani                | Fiul lui Henric al VII-lea și al Elizabetei of York                                                                                  |
| Edward VI      | Eduard al VI-lea                             | 12 octmbrie 1537 Palatul Hampton Court | 28 ianuarie 1547 (încoronat la Westminster Abbey pe 20 februarie 1547)  | — | 6 iulie 1553 Palatul Greenwich 15 ani                       | Fiul lui Henric al VIII-lea și a lui Jane Seymour                                                                                    |
| Lady Jane Grey | Jane                                         | 1537 Bradgate Park                     | 10 iulie 1553 (nu a fost încoronată)                                    | Lord Guildford Dudley                                                                                              | 12 februarie 1554 executată în Turnul Londrei 16 sau 17 ani | Stră-strănepoată a lui Henric al VII-lea; strănepoată a surorii lui Henric al VIII-lea, Mary Brandon (née Tudor), Ducesă de Suffolk; |
| Mary I         | Maria I                                      | 18 februarie 1516 Palatul Placentia    | 19 iulie 1553 (încoronată la Westminster Abbey pe 1 octombrie 1553)     | Filip al II-lea al Spaniei                                                                                         | 17 noiembrie 1558 Palatul St James 42 de ani                | Fiica lui Henric al VIII-lea si a Catrinei de Aragon; cunoscută și ca "Maria cea Sângeroasă".                                        |
| Elizabeth I    | Elisabeta I                                  | 7 septembrie 1533 Palatul Greenwich    | 17 noiembrie 1558 (încoronată la Westminster Abbey pe 15 ianuarie 1559) | — | 24 martie 1603 Palatul Richmond 69 de ani                   | Fiica lui Henric al VIIlea și a Annei Boleyn; cunoscută ca "Regina Virgină" sau "Gloriana".                                          |